# 홍영승
홍영승(洪永勝, 1962년 12월 9일 ~ )은 대한민국의 은퇴한 펜싱 선수로 주 종목은 플뢰레이다. 1988년 하계 올림픽에 대한민국 국가대표로 참가하였다.
1990년 펜싱 선수인 탁정임과 결혼했다.